# Рамон Рубіал
Рамон Рубіал Кавіа (баск. Ramón Rubial Cavia 28 жовтня 1906 — 24 травня 1999) — басконський політик-соціаліст, виконувач обов'язків Леендакарі (Президента) Країни Басків з 1978 до 1979.

## Біографія
Народився 28 жовтня 1906 року, в 1920-му році вступив до профсоюзу. В 1936 році взяв участь в Громадянській війні в Іспанії. В 1937 році арештований та засуджений на тридцять років.  В 1944 році здійснив невдалу спробу втечі, звільнений тільки в 1956 році. В 1976 році очолив Соціалістичну партію та очолював до 1999.
З 1978 року очолив Баскський парламент, в 1979 році передав всю повноту повноважень Карлос Гарайкоєчеа. помер 24 травня 1999 року в місті Більбао.